# Apa (Satu Mare)

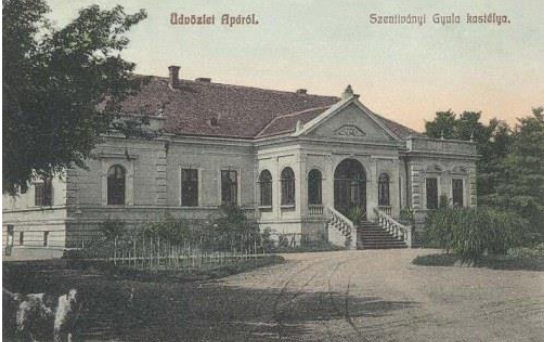
Kasteel van Gyula Szentiványi (Apa). Ansichtkaart, circa 1880.

Apa (Hongaars: Apa) is een landelijke Roemeense gemeente in het district Satu Mare, Roemenië met 2882 inwoners. Apa ligt in de historische regio Transsylvanië. De gemeente Apa omvat drie dorpen:
| Roemeens (endoniem) | Hongaars (exoniem) |
| ------------------- | ------------------ |
| Apa                 | Apa                |
| Lunca Apei          | Apai Lanka         |
| Someşeni            | Szamostelek        |

## Geografie
De gemeente Apa ligt aan de rand van het district Satu Mare, nabij het district Maramureş, op de rechter oever van Someș, 27 km ten oosten van de stad Satu Mare.
Steden met gemeentestatus: Satu Mare · Carei

Steden zonder gemeentestatus: Ardud · Negrești-Oaș · Tășnad · Livada

Gemeenten: Acâș · Andrid · Apa · Bătarci · Beltiug · Berveni · Bixad · Bârsău · Bogdand · Botiz · Călinești-Oaș · Cămărzana · Cămin · Căpleni · Căuaș · Cehal · Certeze · Craidorolț · Crucișor · Culciu · Doba · Dorolț · Foieni · Gherța Mică · Halmeu · Hodod · Homoroade · Lazuri · Medieșu Aurit · Micula · Moftin · Odoreu · Orașu Nou · Păulești · Petrești · Pir · Pișcolt · Pomi · Sanislău · Santău · Săcășeni · Săuca · Socond · Supur · Tarna Mare · Terebești · Tiream · Târșolț · Turț · Turulung · Urziceni · Valea Vinului · Vama · Vetiș · Viile Satu Mare